# Adam Kujawski (fizyk)
Adam Kujawski (ur. 1933 w Grodzisku Mazowieckim, zm. 28 kwietnia 2004 w Warszawie) – polski fizyk.

## Życiorys
Studiował na Uniwersytecie Warszawskim, uzyskując tytuł magistra w roku 1955. Doktorat uzyskał w roku 1963 w Instytucie Fizyki Polskiej Akademii Nauk.
Pracował naukowo na Politechnice Warszawskiej jako młodszy asystent (1954-1955), asystent (1955-1961). W Polskiej Akademii Nauk działał od roku 1961, w latach 1970–1976 sprawował funkcję zastępcy dyrektora Instytutu Fizyki PAN, w latach 1965–1966 pracował na Uniwersytecie w Rochester, a w latach 80. w Uniwersytecie w Stuttgarcie w Badenii-Wirtembergii.
Specjalizował się w optyce i laserach.
Był członkiem Polskiego Towarzystwa Fizycznego PTF, Europejskiego Towarzystwa Fizycznego EPS Międzynarodowej Unii Fizyki Czystej i Stosowanej IUPAP, członkiem Rady Redakcyjnej „Postępów Fizyki”.
Współredagował Encyklopedię fizyki współczesnej wydaną w 1983 roku przez PWN .

## Twórczość
- Adam Kujawski: Lasery: kurs podstaw fizycznych, Wydawnictwa Politechniki Warszawskiej, Warszawa 1986
- Adam Kujawski, Jan Petykiewicz: Zasada Huygensa dla pola elektromagnetycznego w ośrodkach anizotropowych, Instytut Podstawowych Problemów Techniki Polskiej Akademii Nauk, Warszawa 1972
- Adam Kujawski, Paweł Szczepański: Lasery: Podstawy Fizyczne, Oficyna Wydawnicza Politechniki Warszawskiej, Warszawa 1999

## Wybrane publikacje
- Joseph H. Eberly and Adam Kujawski, Relativistic Statistical Mechanics and Blackbody Radiation, Phys. Rev. 155, 10, (1967)
- Joseph H. Eberly and Adam Kujawski, Relativistic Statistical Mechanics and Blackbody Radiation. II. Spectral Correlations, Phys. Rev. 166, 197 (1968)
- Adam Kujawski and Martin Munz, Characteristic frequencies in the semiclassical Jaynes-Cummings model, Phys. Rev. A 35, 5274, (1987)